# Coptidium pallasii
Coptidium pallasii là một loài thực vật có hoa trong họ Mao lương. Loài này được (Schltdl.) Tzvelev mô tả khoa học đầu tiên năm 1994.